# Los Angeles Rams 1968
La stagione 1967 dei Los Angeles Rams è stata la 30ª della franchigia nella National Football League e la 22ª a Los Angeles Sotto la direzione del capo-allenatore al terzo anno George Allen la squadra terminò con un record di 10-3-1, non riuscendo però a fare ritorno ai playoff.

## Roster
| Roster dei Los Angeles Rams nel 1968 |
| --- |
| Quarterback - 18 Roman Gabriel - 16 Milt Plum Running Back - 22 Dick Bass FB - 43 Mike Dennis - 35 Henry Dyer - 33 Willie Ellison - 37 Vilnis Ezerins - 20 Tommy Mason Wide Receiver - 25 Bernie Casey - 29 Harold Jackson - 84 Jack Snow - 14 Wendell Tucker Tight End - 83 Dave Pivec - 87 Billy Truax Offensive Linemen - 63 Joe Carollo T - 62 Don Chuy G - 73 Charlie Cowan T - 50 Ken Iman C - 65 Tom Mack G - 56 Frank Marchlewski C - 71 Joe Scibelli G - 77 Jim Wilson T Defensive Linemen - 79 Coy Bacon DE - 78 Roger Brown DT - 75 Deacon Jones DE - 85 Lamar Lundy DE - 74 Merlin Olsen DT - 81 Gregg Schumacber DE - 72 Diron Talbert DT Linebacker - 55 Maxie Baughan - 53 Gene Breen - 88 Tony Guillory - 56 Dean Halverson - 32 Jack Pardee - 66 Myron Pottios - 57 Doug Woodlief Defensive Back - 49 Claude Crabb - 27 Irv Cross CB - 46 Willie Daniel - 21 Eddie Meador S - 41 Ron Smith CB - 24 Clancy Williams CB - 47 Kelton Winston Special Team - 30 Bruce Gossett K - 28 Pat Studstill P |
| Legenda - I rookie sono in corsivo. - Il primo ruolo è il principale mentre gli eventuali successivi indicano i ruoli secondari. - (IR) sta per Injured Reserve ed indica la lista ristretta per un solo giocatore infortunato che può tornare ad allenarsi dopo la settimana 6 e a rientrare in prima squadra dopo che questa ha giocato 8 partite. - (NF-Inj.) / (NF-Ill.) stanno rispettivamente per Non-Football Injured e Non-Football Illness ed indicano le liste dove viene inserito un giocatore che ha un infortunio o una malattia non dipendente dal football americano. - (PUP) sta per Physically Unable to Perform ed indica la lista dove viene inserito un giocatore mentre è in attesa di recuperare la condizione fisica. Nella stagione regolare dopo la sesta partita giocata dalla propria squadra, il giocatore ha tempo tre settimane per riprendere ad allenarsi, più tre settimane aggiuntive dal suo rientro agli allenamenti per rientrare in prima squadra.                          |

## Calendario
| Stagione regolare |                        |           |
| Turno             | Avversario             | Risultato |
| 1                 | at St. Louis Cardinals | V 24–13   |
| 2                 | Pittsburgh Steelers    | V 45–10   |
| 3                 | at Cleveland Browns    | V 24–6    |
| 4                 | San Francisco 49ers    | V 24–10   |
| 5                 | at Green Bay Packers   | V 16–14   |
| 6                 | Atlanta Falcons        | V 27–14   |
| 7                 | at Baltimore Colts     | S 27–10   |
| 8                 | Detroit Lions          | V 10–7    |
| 9                 | at Atlanta Falcons     | V 17–10   |
| 10                | at San Francisco 49ers | S 20–20   |
| 11                | New York Giants        | V 24–21   |
| 12                | at Minnesota Vikings   | V 31–3    |
| 13                | Chicago Bears          | S 17–16   |
| 14                | Baltimore Colts        | S 28–24   |

## Classifiche
| NFL Coastal         |    |    |   |      |       |       |     |     |     |
|                     | V  | S  | P | %    | DIV   | CONF  | PF  | PS  | STR |
| Baltimore Colts     | 13 | 1  | 0 | .929 | 6–0   | 10–0  | 402 | 144 | V8  |
| Los Angeles Rams    | 10 | 3  | 1 | .769 | 3–2–1 | 6–3–1 | 312 | 200 | S2  |
| San Francisco 49ers | 7  | 6  | 1 | .538 | 2–3–1 | 4–5–1 | 303 | 310 | V1  |
| Atlanta Falcons     | 2  | 12 | 0 | .143 | 0–6   | 1–9   | 170 | 389 | S4  |

Nota: I pareggi non venivano conteggiati ai fini della classifica fino al 1972.